# Narco (film)
Pour plus de détails, voir Fiche technique et Distribution.
Narco est un film français réalisé par Tristan Aurouet et Gilles Lellouche, sorti en 2004.

## Synopsis
Gustave Klopp (Guillaume Canet) est narcoleptique et peut s'endormir soudainement n'importe quand et n'importe où, tant ses fréquentes crises de sommeil sont aussi brutales qu'inattendues. Si cette maladie constitue un handicap pour sa vie professionnelle, elle lui permet de vivre, dans ses rêves, des aventures inoubliables. À peine endormi, Gustave devient Klopp, un super-héros invincible et vengeur. Gustave partage sa vie avec une femme, Paméla (Zabou Breitman), à la tête d'une boutique de manucure et rêvant de jours meilleurs, et son meilleur ami Lenny Bar (Benoît Poelvoorde), le plus grand karatéka au monde selon ses propres dires, adepte inconditionnel de Jean-Claude Van Damme. À priori destiné à une vie simple dans une petite ville calme, Gustave décide d'entamer une thérapie de groupe dans laquelle son psy découvre qu'il transforme ses rêves en bandes dessinées.

## Fiche technique
Sauf indication contraire, les informations mentionnées dans cette section peuvent être confirmées par la base de données cinématographiques IMDb,  présente dans la section « Liens externes ».
- Titre original : Narco
- Réalisation : Tristan Aurouet et Gilles Lellouche
- Scénario : Alain Attal, Philippe Lefebvre et Gilles Lellouche, d'après une histoire de Alain Attal et Philippe Lefebvre
- Musique : Sébastien Tellier
- Décors : Philippe Chiffre
- Costumes : Marie-Laure Lasson
- Photographie : Tetsuo Nagata
- Son : Marc-Antoine Beldent, Jean-Paul Hurier, Marc Doisne, Guillaume Bouchateau, Aymeric Devoldère
- Montage : Samuel Danési et Vincent Montrobert
- Production : Alain Attal
  - Supervision de production : Jean-Philippe Blime
- Sociétés de production[1] : Les Productions du Trésor, en coproduction avec Studiocanal, TF1 Films Production et M6 Films, avec la participation de Canal+, TF1, M6, CinéCinéma, Angoa-Agicoa, de la Société des producteurs de cinéma et de télévision, du CNC et de la Région Île-de-France
- Sociétés de distribution[2] : Mars Distribution (France) ; Les Films de l'Elysée (Belgique) ; Elite Films (Suisse romande)
- Budget : 7,78 millions d' €[3]
- Pays de production :  France
- Langue originale : français
- Format[4] : couleur - 35 mm - 2,35:1 (Cinémascope) (Panavision) - son Dolby Digital
- Genre : comédie
- Durée : 105 minutes
- Dates de sortie[5] :
  - France : 12 octobre 2004 (Festival international du film de Saint-Jean-de-Luz) ; 13 novembre 2004 (Arras Film Festival) ; 1er décembre 2004 (sortie nationale)
  - Suisse romande : 1er décembre 2004[6]
  - Belgique : 15 décembre 2004[7]
- Classification :
  - France : tous publics[8], déconseillé aux moins de 10 ans à la télévision.
  - Belgique : tous publics (Alle Leeftijden)[7]

## Distribution
- Guillaume Canet : Gustave « Gus » Klopp
- Zabou Breitman : Pamela « Pam »
- Benoît Poelvoorde : Lenny Barr
- Guillaume Gallienne : Samuel Pupkin
- François Berléand : Guy Bennet, éditeur
- Jean-Pierre Cassel : Le père de Gus
- Alexandra Mercouroff : La mère bourgeoise
- Vincent Rottiers : Kevin, fils de Pam
- Jacques Zabor : le père Pupkin
- Odile Mallet : la mère Pupkin
- Laurent Bréchet : le majordome
- Léa Drucker : La jumelle patineuse
- Gilles Lellouche : Le jumeau patineur
- Jean-Claude Van Damme : lui-même, fantasmé par Lenny
- Alexia Angeli : La jumelle patineuse petite
- Adlan Herisson : Le jumeau patineur petit
- Jean-Noël Brouté : Le docteur
- Lionel Abelanski : Le directeur du supermarché
- Philippe Lefebvre : Le prof d'EPS du lycée
- Laurent Lafitte : L'animateur du karaté-show
- Diane Kruger : La fille du night-club
- Philippe Lellouche : Hervé, un patient de Pupkin
- Alexis Tomassian : le patient de Pupkin qui hurle
- Mélanie Doutey : la patiente de Pupkin héminégligente (qui ne voit que la moitié des choses)
- Anne Marivin : la patiente de Pupkin qui croit que les objets ont une âme
- Xavier Claudon : le patient de Pupkin faisant du mal aux roux
- Caroline Attal : la femme rousse attaquée par le patient de Pupkin
- Georges Bermann : le président du jury (qui donne la note « -1 »)
- Jean-Christophe Herbeth : Luc le gros
- Yann Queffélec : lui-même
- Valérie Lemercier : elle-même
- Sinclair : un ami de la fille héminégligente
- Delphine Benattard : une amie de la fille héminégligente
- Ange Malafosse : Gus jeune
- Crystal Lesser : Première copine de Gus
- Rose Husson : Jessica
- Églantine Rembauville-Nicolle : Pam jeune
- Jean-François Gallotte : L'homme du tank
- Olivier Doran : le manager de la pizzéria
- Arnaud Henriet : le collègue de la pizzéria
- François Levantal : Le père et entraîneur des jumeaux
- Pascale Liévyn : La maîtresse d'école
- Élodie Hesme : la patiente bavarde
- Matthias Van Khache : l'imitateur du cabaret
- Christophe Rossignon : le chauffeur de bus
- Pat Boshart : le tatoueur
- Pierre Pinot : le vieux batteur et compagnon de Guy Bennet
- Dominique Hulin : le chauffeur de Guy Bennet
- Jérémie Covillault : le vigile collègue de Lenny
- Éric de Montalier : Élève de Lenny
- Christopher Facanha : Élève qui affronte Lenny
- Hyggins Sansa : copain de Lenny

## Autour du film
- Guillaume Canet s'est fait conseiller techniquement par Gérard Favier, à l'époque vice-président et administrateur de l'Association française de Narcolepsie-Cataplexie et d'hypersomnies rares (ANC)[9].
- Le mariage de Gustave et Paméla a été filmé à l'Église Notre-Dame-des-Noues de Franconville